# Římskokatolická farnost Svébohov
Římskokatolická farnost Svébohov je územní společenství římských katolíků v děkanátu Zábřeh s farním kostelem Nanebevzetí Panny Marie.

## Historie farnosti
Stavba kostela byla dokončena v roce 1870, v roce 1892 zde byla zřízena fara.

## Duchovní správci
V letech 1887–1888 zde působil jako expozita pozdější olomoucký arcibiskup ThDr. Antonín Cyril Stojan. Od července 2016 byl ustanoven administrátorem excurrendo P. Mgr. Władysław Marek Mach, SDS.

## Bohoslužby
| Kostel                  | Místo    | Bohoslužba (den) | Hodina | Poznámka     |
| ----------------------- | -------- | ---------------- | ------ | ------------ |
| Nanebevzetí Panny Marie | Svébohov | neděle           | 10.30  | farní kostel |

## Aktivity farnosti
Farnost se pravidelně podílí na projektu Noc kostelů  a pořádá farní ples. 
Každoročně se ve farnosti koná tříkrálová sbírka, v roce 2016 se při ní vybralo ve Svébohově 13 753 korun.
Pro farnost stejně jako další farnosti děkanátu Zábřeh vychází každý týden Farní informace.